# Edgar Wilson Nye

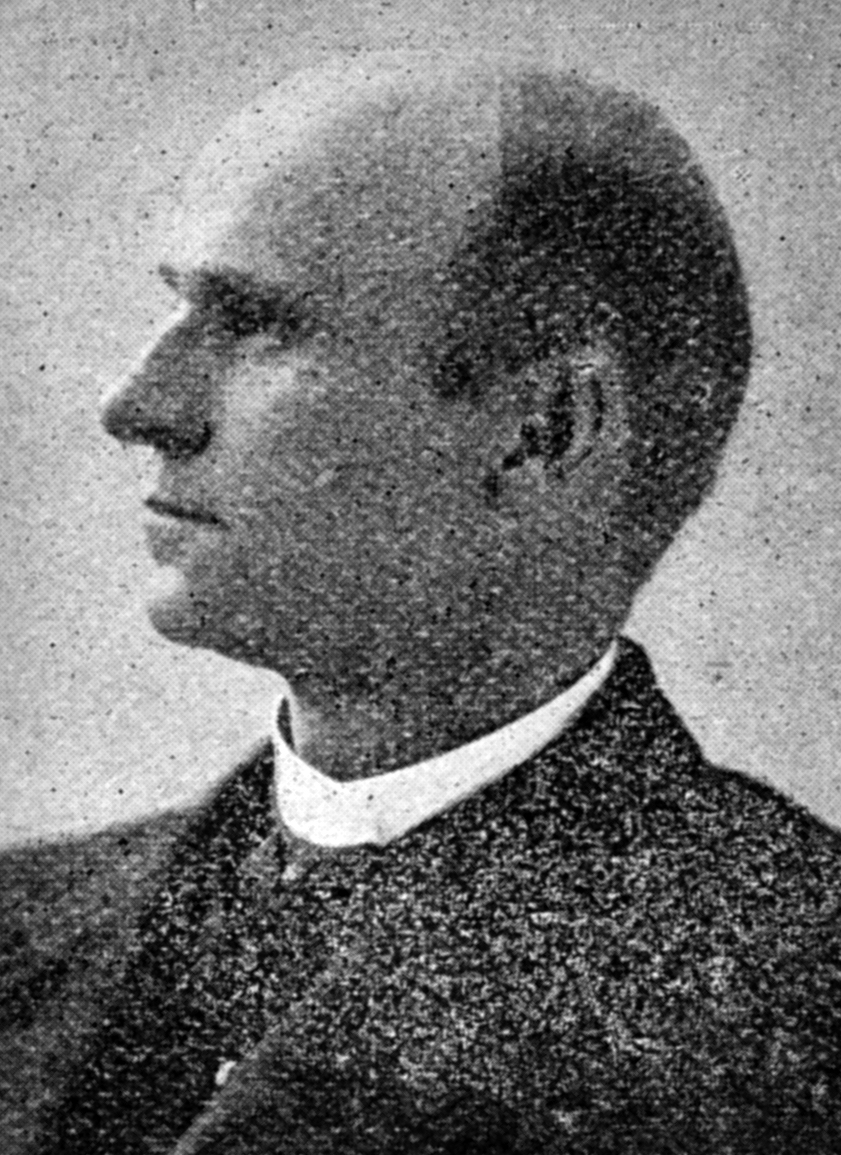
Edgar Wilson Nye.

Edgar Wilson "Bill" Nye (Shirley, Maine, Estados Unidos, 25 de agosto de 1850 – Arden, Carolina del Norte, 22 de febrero de 1896) fue un distinguido periodista estadounidense, que más tarde se convertiría en un conocido humorista. Fue además el fundador y editor de The Laramie Boomerang.
Nye nació en Shirley (Maine), y adoptó el nombre de "Bill Nye" después de conocer un personaje en un famoso poema de Bret Harte.
The Boomerang fue fundado mientras Nye era jefe de correos en Laramie (Wyoming). Lo lanzó a la fama nacional, ganando suscriptores en todos los estados y en algunos países extranjeros.
Algunos de sus trabajos incluyen: La Historia cómica de los Estados Unidos de Bill Nye, Bill Nye y el Boomerang, Historia de Inglaterra de Bill Nye, y El Libro Rojo de Bill Nye.
Al final de su carrera se asoció con James Whitcomb Riley con el que escribió dos libros. Además aparecieron juntos en un circuito de conferencias. Incluso viajó y dio conferencias con Luther Burbank.
Murió de meningitis a Arden (Carolina del Norte). Un monumento le conmemora en el Condado de Pierce (Wisconsin), entre las ciudades de Prescott y River Falls. Un pequeño monumento indica su lugar de nacimiento en Shirley (Maine).
- Datos: Q5337523
- Multimedia: Edgar Wilson Nye / Q5337523